# Bambi-Verleihung 1986
Die 38. Bambi-Verleihung fand im November 1986 im ARRI-Kino in München statt. Der Moderator war Dieter Kronzucker.

## Die Verleihung
Prinzessin Yasmin Aga Khan erhielt 1986 ein Bambi für ihren Einsatz zur Bekämpfung der Alzheimer-Krankheit, an der ihre Mutter Rita Hayworth litt und im Mai 1987 starb. Yasmin Aga Khan blieb weiterhin auf diesem Gebiet aktiv. Der amerikanische Arzt und Spezialist für Strahlenkrankheiten Robert Peter Gale wurde für seinen Einsatz zur medizinischen Versorgung von Opfern der Nuklearkatastrophe von Tschernobyl von der Bambi-Jury zum Mann des Jahres ausgerufen und mit einem Bambi ausgezeichnet. Frau des Jahres wurde die Regisseurin Doris Dörrie für ihren Film Männer.
Für die Etablierung des Schleswig-Holstein Musik Festivals wurden der Initiator und damalige Intendant Justus Frantz sowie Uwe Barschel, der damalige Ministerpräsident Schleswig-Holsteins, ausgezeichnet.

## Preisträger
Aufbauend auf der Bambidatenbank.

### Ehrenbambi
Franz Beckenbauer und die Fußballnationalmannschaft für den zweiten Platz bei der Fußball-Weltmeisterschaft 1986 in Mexiko

 Laudatio: Fritz Walter

### Film
Bernd Eichinger für Der Name der Rose

### Frau des Jahres
Doris Dörrie für Männer

### Klassik
Uwe Barschel, Leonard Bernstein und Justus Frantz

### Lebenswerk
Paul McCartney

 Laudatio: Franz Beckenbauer

### Mann des Jahres
Robert Peter Gale

### Nachwuchsschauspielerin
Radost Bokel für Momo

### Pop
Falco

### Soziales Engagement
Yasmin Aga Khan für ihren Einsatz gegen Alzheimer

 Laudatio: Hannelore Kohl

### Sport
Steffi Graf

### Trend
André Heller

### Fernsehen International
Catherine Oxenberg

### Fernsehen National
Manfred Grunert